# Le Père tranquille
Pour plus de détails, voir Fiche technique et Distribution.
Le Père tranquille est un film français réalisé par René Clément et sorti en 1946.

## Synopsis
En France pendant la Seconde Guerre mondiale, sous l'occupation allemande, Édouard Martin qui a toute l'apparence d'un « père tranquille », est un chef important de la résistance à l'insu de sa famille. Il est secondé par Simon et Pelletier qui est secrètement amoureux de sa fille Monique. Celle-ci découvre les activités de son père et voit naître son amour pour Pelletier. Alors que se prépare une action sur l'usine voisine, le jeune Pierre Martin s'enfuit de la maison pour rejoindre le maquis. Pour éloigner sa famille et les voisins du bombardement de l'usine, Édouard Martin organise les fiançailles de Pelletier et de sa fille en ville, ce qui alerte la police allemande qui l'arrête. Blessé mais sauvé par les maquisards, le père tranquille est reconnu avec fierté par son fils.

## Fiche technique
- Titre : Le Père tranquille
- Réalisation : René Clément
- Assistant réalisateur : Pierre Chevalier, Claude Clément
- Scénario et dialogues : Noël-Noël
- Photographie : Claude Renoir
- Montage : E. Brosseau, Henriette Wurtzer
- Musique : René Cloërec
- Décors : Lucien Carré
- Producteur :
- Société de production : B.C.M.
- Sociétés de distribution : Francinor, Les Films Corona, Lopert Pictures Corporation (États-Unis)
- Pays de production :  France
- Langue : Français
- Lieux du tournage: Olonne-sur-Mer - Sables d'Olonne - Confolens - Angoulême - Paris
- Format : Noir et blanc — 35 mm — 1,37:1 — Son : Mono
- Genre : Comédie dramatique
- Durée : 95 minutes
- Date de sortie : 
  - France : 30 avril 1946

## Distribution
- Noël-Noël : Édouard Martin
- Paul Frankeur : Simon
- Jean Varas : Pelletier
- Nadine Alari : Monique Martin
- José Artur : Pierre Martin
- Claire Olivier : Madame Martin
- Marcel Delaître : Charrat
- Maurice Chevit : un maquisard
- Alice Leitner : Madame Renaud
- Georges Questiau : le proviseur
- Simone Lestan : la résistante à vélo
- Maurice Salabert : le boucher
- Jaqueline Lefer : la femme de ménage, résistante
- Pierre Noël : le garçon de café
- Howard Vernon : le lieutenant Fleischer
- Jeanne Herviale : Marie, la bonne
- Charles Lemontier : Charles Janvier
- Marcel Dieudonné : Jourdan
- Jo Dest : le colonel Müller

et les acteurs non crédités
- Robert Le Fort : le garagiste
- Pierre Moncorbier : le professeur de violon
- Roger Pierre : un maquisard à l'exécution de Jourdan
- Émile Rémongin : un vieil invité aux fiançailles
- Henri San Juan : un résistant dans le café
- André Wasley : le voisin en litige avec Édouard Martin
- Henri Lemoine : le petit garçon qui joue du violon

## Genèse
Noël-Noël a tiré du scénario de ce film un roman éponyme illustré par Jacques Pegnard et paru chez Hachette, Bibliothèque Verte (1958), (ASIN B0000DSYOQ) ,. Noël-Noël a participé activement à la réalisation et c'est aussi lui qui a dessiné l'affiche du film.

## Tournage
Le Père tranquille fait partie des derniers films d'une série de 30 fictions et documentaires qui furent tournés après la libération de Paris, d'août 1944 à la fin de l'année 1946. Imposée par une situation d'une exceptionnelle gravité, la remise en route de l'industrie cinématographique est soumise au service cinématographique de l'armée et au Comité de Libération du cinéma français.

## Analyse
Le spectateur est amené à croire que le père de famille dont il est question dans le film traverse la guerre craintivement, mais sa soumission apparente lui permet de mieux résister, comme un reflet de ce que souhaitaient les Français.
Une des raisons les moins pures de la réussite du Père tranquille après guerre, fut que nombre de papa Durand se dirent dans leur for intérieur, après la Libération, qu'ils auraient pu résister sans rien modifier de leur apparence pantouflarde. De là à penser qu'ils l'avaient un peu fait sans que nul ne s'en aperçût, il n'y avait qu'un pas.

## Autour du film
Cette histoire est tirée de faits réels, qui se sont déroulés dans la ville de Woippy en Moselle, où le père tranquille, Jean Ernest Kempnich, horticulteur de profession, résista aux occupants allemands. Le film est censé se dérouler en Charente, à Confolens et à Angoulême, mais en réalité les extérieurs ont été tournés à Olonne-sur-Mer (où existe d'ailleurs toujours la "maison du père tranquille", telle qu'on la voit dans le film) et aux Sables d'Olonne au printemps 1946, les intérieurs étant réalisés au studio Radio-Cinéma Des Buttes Chaumont à Paris.

## Récompenses et distinctions
Le film a été présenté en sélection officielle en compétition au Festival de Cannes 1946.